# Грепп, Кюрре
Олав Кюрре Грепп (норв. Olav Kyrre Grepp; 6 августа 1879, Брённёйсунн, провинция Хельгеланн — 6 февраля 1922, Осло) — норвежский социалист.

## Биография
В конце 90-х годов XIX века вступил в Норвежскую рабочую партию. В 1912 был избран в состав её ЦК, в котором представлял левое, революционное крыло партии. Вместе со своей женой Рахель (1880—1961) активно участвовал в тайной транспортной деятельности; их дочь Герда стала журналисткой.
С 1918 — председатель Норвежской рабочей партии, инициатор её присоединения к Коминтерну.
В 1919—1922 годах — член ИККИ.